# Stora Halsjön
Stora Halsjön är en sjö i Avesta kommun i Dalarna och ingår i Dalälvens huvudavrinningsområde. Sjön har en area på 0,263 kvadratkilometer och ligger 82,3 meter över havet. Sjön avvattnas av vattendraget Halsjöbäcken.

## Delavrinningsområde
Stora Halsjön ingår i det delavrinningsområde (667856-152942) som SMHI kallar för Utloppet av Stora Halsjön. Medelhöjden är 101 meter över havet och ytan är 3,25 kvadratkilometer. Det finns inga avrinningsområden uppströms utan avrinningsområdet är högsta punkten. Halsjöbäcken som avvattnar avrinningsområdet har biflödesordning 3, vilket innebär att vattnet flödar genom totalt 3 vattendrag innan det når havet efter 119 kilometer. Avrinningsområdet består mestadels av skog (67 procent). Avrinningsområdet har 0,26 kvadratkilometer vattenytor vilket ger det en sjöprocent på 8,1 procent. Bebyggelsen i området täcker en yta av 0,06 kvadratkilometer eller 2 procent av avrinningsområdet.